# 杜邦兄弟
杜邦兄弟（法語：Dupond et Dupont）是比利时画家埃尔热的作品《丁丁历险记》中的虚构人物。杜邦兄弟为一起工作的警察。

## 历史
杜邦兄弟1934年第一次在《法老的雪茄》（黑白版）中出现，他们此时被称作X33号与副X33号。1946年，埃尔热在彩色系列的第一册连环画《丁丁在刚果》中让他们匿名出现。在黑白版的《丁丁在刚果》（1931年）中并没有这个人物。
杜邦和杜庞在外貌上除了胡子的形状都完全一样。
他们名字的拼法让人认为他们更像是长得像的两个普通人，而非兄弟。而且丁丁也不清楚杜邦和杜庞是他们的姓还是名字。

## 原型

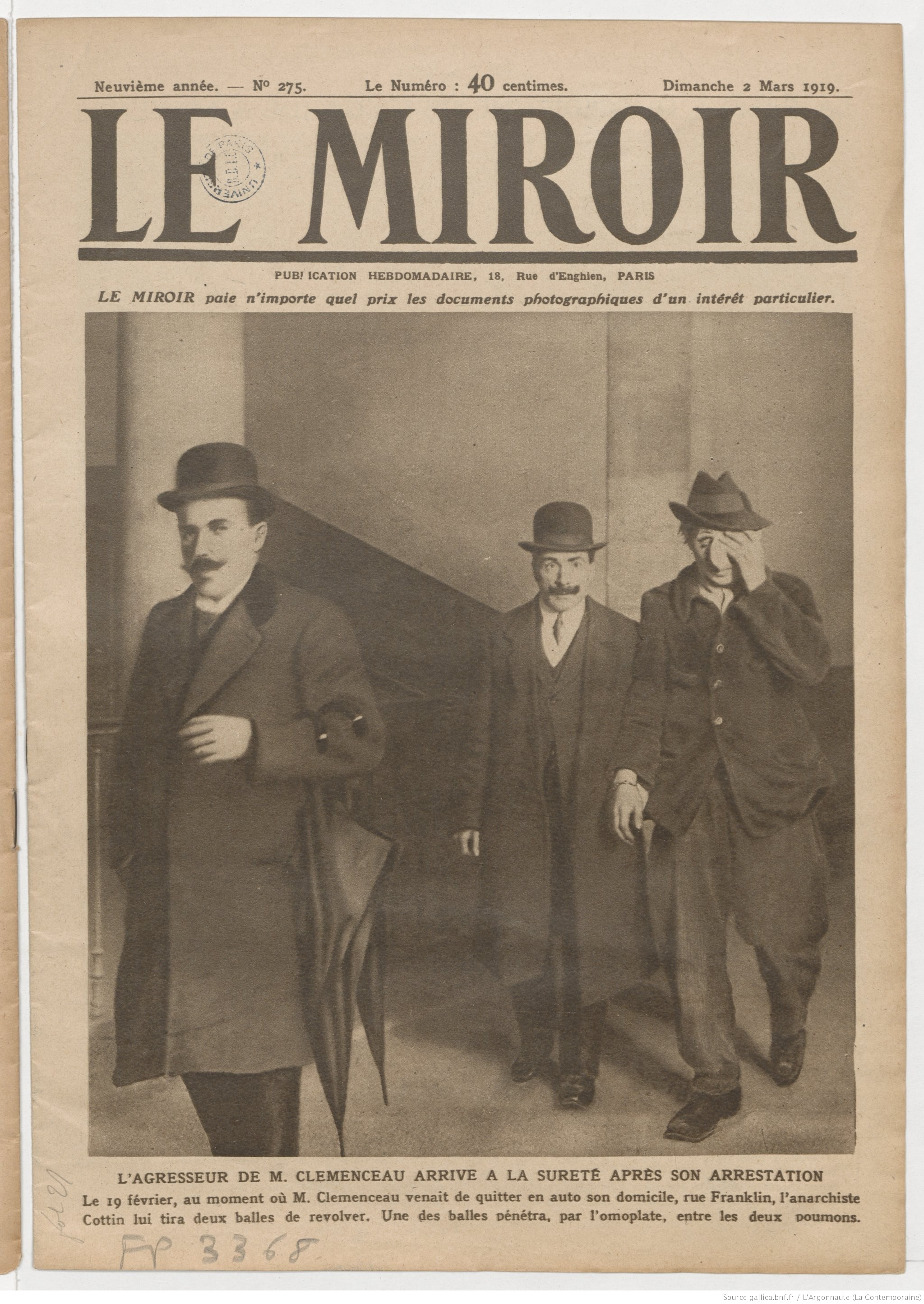
1919年巴黎《镜子》周刊封面上的孪生警察，他们被认为是杜邦兄弟的原型。

杜邦兄弟的原型為1919年3月2日《镜子》周刊封面上的一对孪生警察，其神态、样貌和杜邦兄弟几乎如出一辙。另一说法则为埃爾熱的父親亞歷克西斯（Alexis）和叔叔萊昂（Léon），他們是一對雙胞胎，總會戴著相同的圓頂硬禮帽和手持相同的手杖一同散步。但据埃尔热本人表示，他在创作杜邦兄弟时并未联想过自己的父亲和叔叔。

## 演員
在2011年電影《丁丁歷險記》，杜邦兄弟分別由賽門·佩吉和尼克·佛洛斯特飾演。

## 引用资料
1. ↑  张祥斌编著. . 清華大學出版社. 2018年2月. ISBN 9787302309642.
2. 1 2  Assouline, Pierre. . USA: Oxford University Press. 2009. ISBN 9780195397598.
3. ↑  Michael Farr, Tintin: The Complete Companion, John Murray, 2001.
4. 1 2  丁丁与我（2009年），第144页
5. ↑  Peeters, Benoît. . Tina A. Kover (translator). Baltimore, Maryland: Johns Hopkins University Press. 2012 [2002]. ISBN 978-1-4214-0454-7.
6. ↑  . 新浪網. 2011-11-14  [2020-01-01]. （原始内容存档于2018-10-14）.